# مگس‌وزن
مگس‌وزن (انگلیسی: Flyweight) از شاخه‌های وزنی در ورزش رزمی و کلاسی در بوکس است، که شامل مبارزانی با وزن بالای ۴۹ کیلوگرم (۱۰۸ پوند) تا ۵۱ کیلوگرم (۱۱۲ پوند) می‌باشد. شاخه مگس‌وزن در مسابقات زنان دومین کلاس وزنی و در مسابقات مردان نخستین کلاس وزنی مبارزان را تشکیل می‌دهد و سنگین‌تر از کاه‌وزن و سبک‌تر از خروس‌وزن می‌باشد.